# Очоа, Элиадес
Элиадес Очоа (род. 22 июня 1946 года, Сонго ла Майя, Куба) — кубинский гитарист и певец из Лома-де-ла-Avispa, Сонго Ла-Майя на востоке страны близ Сантьяго-де-Куба.
Он начал играть на гитаре, когда ему было шесть лет, а в 1978 году был приглашен присоединиться к Cuarteto Patria, группе основанной в 1939 году, в качестве её лидера. Несмотря что стиль его музыки похож на Guajira en:Guajira (music) , и он до сих пор носит его товарный знак — ковбойскую шляпу, его корни лежат в музыке Son — жанре кубинской традиционной провинциальной музыки, каноны которого сложились в основном в 20-е годы XX века, и он согласился взять на себя роль лидера группы при условии, если ему было разрешено представить новые элементы в репертуаре. Он использует гитару трес, а также вариант, называемый Cuatro (две дополнительные струны). Его участие в ансамбле Buena Vista Social Club и фильме Вим Вендерса с тем же названием, принесло ему мировую славу. После смерти Компай Сегундо, Ибрагима Феррера и Рубен Гонсалеса Очоа остался за старшего в проекте «Buena Vista Social Club».

## Дискография
- Lion Is Loose — 1996 (Melodie)
- Sublime Illusiòn — 1999 (Higher Octave)
- Chanchaneando — 2000 (Para)
- Tribute To The Cuarteto Patria — 2000 (Higher Octave)
- Eliades Ochoa Y El Cuarteto Patria — 2000 (Egrem)
- Cuidadito Compay Gallo — 2001 (Egrem)
- Son De Oriente — 2001 (Egrem)
- Estoy Como Nunca — 2002 (Higher Octave)
- Llega El Cuarteto Patria — 2002 (Egrem)
- Son De Santiago — 2003 (Edenways)
- Ochoa Y Segundo — 2003 (Edenways)
- Se Soltò un Leòn — 2006